# Římskokatolická farnost Neslovice
Římskokatolická farnost Neslovice je územní společenství římských katolíků s farním kostelem Narození Panny Marie v děkanství rosickém. Do farnosti spadají obce Neslovice, Kratochvilka a Hlína.

## Historie farnosti
První písemná zmínka o obci je z roku 1342. Osudy Neslovic byly vždy spojeny s Dolními Kounicemi; dlouho byly vlastnictvím tamního kláštera Rosa coeli.
Podle zprávy ivančického faráře z roku 1653 nepatřily tehdy Neslovice do žádné farnosti. Byly tedy přifařeny do farnosti dolnokounické (až do roku 1760, poté do roku 1787 k ivančické farnosti. V tomto roce byla zřízena v Neslovicích lokálie (zahrnující ještě Hlínu a Kratochvilku).
Kostel v Neslovicích byl postaven v pozdně barokním slohu v letech 1782–1784. Během druhé poloviny 19. století byla přistavěna před západní průčelí předsíň a k severní straně kněžiště čtyřboká kaple Božího hrobu.

## Duchovní správci
Administrátorem excurrendo byl od 1. července 2010 do 31. července 2015 R. D. Ing. Jan Klíma z farnosti Rosice u Brna. Farářem byl od 1. srpna 2015 do 31. října 2015 R.D. Mgr. Jiří Paleček. Od 1. listopadu do 14. listopadu 2015 byl excurrendo administrátorem in spiritualibus Mons. František Koutný. Od 15. listopadu 2015 do 31. března 2017 byl administrátorem R.D. Mgr. Jiří Paleček, který se od 1. dubna 2017 opět stal farářem. Od srpna 2020 byl administrátorem excurrendo ustanoven Mons. František Koutný.

## Bohoslužby
| Kostel                      | Místo     | Bohoslužba (den)    | Hodina                                   | Poznámka        |
| --------------------------- | --------- | ------------------- | ---------------------------------------- | --------------- |
| kostel Narození Panny Marie | Neslovice | neděle středa pátek | 10:30 18:00                              | farní kostel    |
| svaté Kunhuty               | Hlína     | neděle čtvrtek      | 8:30 17:00 (zimní čas)/18.00 (letní čas) | filiální kostel |

Kromě pravidelných bohoslužeb je duchovní správce připraven sloužit bohoslužbu (včetně svátosti smíření) i pro zájezdy či projíždějící skupiny kdykoliv během dne na základě předchozí telefonické domluvy.

## Aktivity ve farnosti
Den vzájemných modliteb farností za bohoslovce a bohoslovců za farnosti brněnské diecéze i Adorační den připadá na 30. listopad.
Ve farnosti se pravidelně koná tříkrálová sbírka. V roce 2015 její výtěžek činil v Neslovicích 13 841 korun.
Hody se konají vždy nejbližší neděli po 8. září.